# Mostela
La mostela, mustela o paniquera (Mustela nivalis), mostel o estel a les Balears, o polid(et)a al Conflent, és el carnívor més petit de tots, més petit i tot que una rata de claveguera, amplament distribuït per Euràsia i Nord-amèrica.

## Descripció
Presenta la morfologia típica dels mustèlids: cos i coll allargats, potes curtes i cua mitjanament llarga. El cos és recobert totalment per un pelatge curt de color bru clar per les parts dorsals i blanc per les ventrals, amb una línia de demarcació ben clara però sinuosa entre totes dues coloracions. La cua és monocolor, bruna tant per la part superior com per la inferior. El cap més cos fa entre 15 i 25 cm i la cua entre 3 i 7 cm. Pes: de 45 a 180 g.

## Ecologia
És autòctona de l'Afganistan, Albània, Algèria, Andorra, Armènia, Àustria, l'Azerbaidjan, Belarús, Bèlgica, Bòsnia i Hercegovina, Bulgària, el Canadà, Xina, Croàcia, Dinamarca, Estònia, Finlàndia, França, Geòrgia, Alemanya, Grècia, Hongria, l'Iran, l'Iraq, Israel, Itàlia, Japó (Honshu, Hokkaido i Sakhalín), Jordània, el Kazakhstan, Corea, el Kirguizstan, Letònia, el Líban, Liechtenstein, Lituània, Luxemburg, Macedònia del Nord, Moldàvia, Mònaco, Mongòlia, Montenegro, el Marroc, els Països Baixos, Noruega, Polònia, la península Ibèrica, Romania, Rússia, San Marino, Sèrbia, Eslovàquia, Eslovènia, Suècia, Suïssa, Síria, Tadjikistan, Turquia, el Turkmenistan, Txèquia, Ucraïna, Gran Bretanya, Estats Units, l'Uzbekistan i el Vietnam, i ha estat introduïda a Nova Zelanda, Malta, Creta, les Illes Açores i São Tomé. També és present a Mallorca i Menorca.
Les femelles són capaces de tenir més d'una ventrada a l'any (generalment de cinc cries, tot i que pot variar entre 3 i 10). El període de gestació dura 35-37 dies, les cries són deslletades al cap de 24 dies i arriben a la maduresa sexual als 4 mesos.
Se la pot trobar en tota mena de boscos, màquies, garrigues, camps de conreu, prats, maresmes, etc. També habita en jardins i, fins i tot, s'arriba a instal·lar en construccions humanes de pobles i ciutats. És un animal molt nerviós, que es mou contínuament. Sovint es posa dret sobre les potes del darrere per observar els voltants i així que se sent amenaçat s'amaga ràpidament sota un munt de pedres o en qualsevol forat, ja que no té un cau permanent.
Gràcies a la seva mida petita, és l'únic carnívor que pot accedir a les galeries subterrànies dels talpons i capturar-los directament dins els caus.
Tant diürna com nocturna, mostra un màxim d'activitat al crepuscle.
La seva dieta es compon de petits mamífers, principalment rosegadors (incloent-hi lèmmings a l'extrem nord de la seva distribució), tot i que quan aquests darrers són escassos, també menja ous i cries d'ocells, insectes i llangardaixos. Els mascles són millors caçadors i cacen preses més grosses, mentre que les femelles són més propenses a caçar petits rosegadors.
Els individus joves que encara es troben al niu són depredats per serps, mentre que els adults ho són per ocells rapinyaires (mussols i falcons).

## Subespècies
- Mustela nivalis aistoodonnivalis (Wu i Kao, 1991). Sichuan, Xina.[10]
- Mustela nivalis allegheniensis (Rhoads, 1901).[11] Apalatxes, oest de Virgínia (Estats Units).[12]
- Mustela nivalis boccamela (Bechstein, 1800)
- Mustela nivalis campestris (Jackson, 1913)
- Mustela nivalis caucasica (Barrett-Hamilton, 1900)
- Mustela nivalis eskimo (Stone, 1900)
- Mustela nivalis heptneri (Morozova-Turova, 1953)
- Mustela nivalis mosanensis (Mori, 1927)
- Mustela nivalis namiyei (Kuroda, 1921)
- Mustela nivalis nivalis (Linnaeus, 1766).[13] Estats Units: Dakota del Sud, Nebraska i Iowa.[14]
- Mustela nivalis numidica (Pucheran, 1855)
- Mustela nivalis pallida (Barrett-Hamilton, 1900).[15] Turquestan.[14]
- Mustela nivalis pygmaea (J. A. Allen, 1903)
- Mustela nivalis rixosa (Bangs, 1896)
- Mustela nivalis rossica (Abràmov i Baríxnikov, 2000)
- Mustela nivalis russelliana (Thomas, 1911)
- Mustela nivalis stoliczkana (Blanford, 1877)
- Mustela nivalis tonkinensis (Björkegren, 1941)
- Mustela nivalis vulgaris (Erxleben, 1777)[16]